# Joseph Hazelwood
Joseph Jeffrey Hazelwood (* 24. September 1946 in Hawkingsville, US-Bundesstaat Georgia; † 21. Juli 2022 auf Long Island, New York) war ein amerikanischer Seemann. Er war der Kapitän der Exxon Valdez, die im März 1989 vor der Küste Alaskas auf ein Riff fuhr und einen der folgenreichsten Tankerunfälle verursachte.

## Frühes Leben
Hazelwood wuchs in Huntington, New York, an der Nordküste von Long Island auf. Sein Vater Joseph (geboren um 1922) war ein Bomberpilot im US Marine Corps, welcher nach dem Krieg eine Anstellung als Pilot bei zivilen Fluglinien hatte. Seine Mutter Margaret wurde um 1920 in Georgia geboren. Hazelwood war der erstgeborene Sohn der Familie. Er hat noch einen Bruder, Matthew, und zwei weitere Geschwister. Hazelwood heiratete 1969 Suzanne und um 1976 wurde ihre Tochter Alison geboren.
Hazelwood machte seinen Schulabschluss an der Huntington High School. Dort wurde in einem IQ-Test festgestellt, dass sein Intelligenzquotient 138 beträgt. Als Jugendlicher war er ein begeisterter Segler und Mitglied der Sea Scouts.
Im Mai 1968 machte er am New York Maritime College den Abschluss als Bachelor der Transportwissenschaften zur See. Mit 32 Jahren übernahm er 1978 als jüngster Schiffsführer der Exxon-Flotte das Kommando über die Exxon Philadelphia.

## Beruflicher Werdegang
Nach seinem College-Abschluss trat er am 10. Juni 1968 ins Berufsleben als dritter nautischer Offizier bei der Humble Oil and Refining Company (die spätere Exxon Shipping Company) ein. Sein erstes Schiff war die Esso Florence (Heimathafen Wilmington, North Carolina). Hazelwood stieg schnell auf und erhielt 1977 im Alter von 31 Jahren sein Kapitänspatent. Im Folgejahr erhielt er das Kommando über die Exxon Philadelphia, einen Öltanker auf der Route Kalifornien–Alaska, und war damit der jüngste Kapitän der Exxon-Flotte.
1985 geriet er mit dem Asphalttanker Exxon Chester auf einer Reise von New York nach South Carolina in einen starken Sturm, bei dem der Mast des Tankers mit Radar- und Funkantennen brach. Einige Besatzungsmitglieder bereiteten sich schon vor, das Schiff zu verlassen aber Hazelwood gelang es, die Besatzung zu beruhigen und das Schiff sicher aus dem Schlechtwetter zu führen. Als die Exxon Valdez 1987 und 1988 unter seinem Kommando als Ablösekapitän stand, erhielten er und das Schiff eine firmeninterne Sicherheits- und Leistungs-Auszeichnung.

## Alkoholproblem
Hazelwood war zu diesem Zeitpunkt alkoholkrank. Sein Autoführerschein war seit 1984 bereits dreimal wegen Alkoholvergehen vom Staat New York eingezogen worden. Zum Zeitpunkt des Exxon-Valdez-Unfalls besaß er nach einer Kontrolle am 13. September 1988 keinen Führerschein, da er betrunken Auto gefahren war.
Obwohl er 1985 an einer Entziehungskur im South Oaks Hospital in Amityville, New York, teilnahm, wurde er danach ständig von Exxon, erfolglos, in dieser Angelegenheit überwacht. Nach der Entziehungskur wurde er beurlaubt und aufgefordert, sich 90 Tage mit den Anonymen Alkoholikern zu treffen. Es ist aber unbekannt, ob er diese Aufforderung befolgte.

## Unfall der Exxon Valdez und späteres Leben
Der 42-jährige Joseph Hazelwood lag zu dem Zeitpunkt des Unglücks schlafend in seiner Koje. Funkgespräche mit der Küstenwache kurz nach dem Auflaufen bestätigen, dass Hazelwood unter Einfluss von Alkohol stand. Untersuchungsbeamte der Küstenwache, die Stunden nach dem Unglücksfall der Exxon Valdez an Bord gingen, nahmen starken Alkoholgeruch an Hazelwood wahr.
Kapitän Hazelwood wurde festgenommen und gegen ihn eine Kaution von 500.000 US-Dollar festgesetzt, die später auf 25.000 US-Dollar reduziert wurde. Vor Gericht wurde er von allen Anklagepunkten freigesprochen, da ihm kein kriminelles Verhalten nachgewiesen werden konnte. Er wurde zu einer Geldstrafe von 50.000 US-Dollar wegen illegalen Ablassens von Öl verurteilt und erhielt sein Kapitänspatent zurück, das allerdings die nachfolgenden 9 Monate gesperrt war. Er fand keine Arbeit mehr auf einem Schiff und wurde schließlich Sachverständiger einer Seeversicherung.
Hazelwood starb im Juli 2022 an den Folgen einer Krebs- und einer Covid-19-Erkrankung, wobei keine näheren Details bekanntgegeben wurden.

## In der populären Kultur
Im Spielfilm Waterworld, der in unbekannter Zukunft in einer überfluteten Welt spielt, wird Joseph Hazelwood von einer Verbrecherbande als mythische Gestalt verehrt.
Im Song Exxon Valdez von Achim Reichel wird Hazelwood explizit genannt und die Geschehnisse des Tankerunglücks abgehandelt.